# Gunczerzewicz
Gunczerzewicz – herbu Łabędź. Polski szlachcic nobilitowany w 1634.

## Etymologia i pisownia nazwiska
Pierwotna forma nazwiska, tak zwane "miano osobowe" lub "zwanie" (jak go zwą?), pochodzi od nazwy miejscowości Goncarzewy (ówczesna nazwa – Gunczerzewy). "Zwanie" de Gunczerz (pochodzący z miejscowości Gunczerzewy) początkowo przypisane było danemu osobnikowi. Z czasem go uproszczono i przyjęto nazwy: Gunczerz (dla stanu szlacheckiego Gunczerzewski) – przynależne ojcu i Gunczerzewicz – przynależne synowi. "Zwanie" Gunczerzewicz jako nazwisko przypisane zostało całej rodzinie zstępnej (w linii prostej z ojca na dzieci).
Aż do połowy XX w. zapisywane było fonetycznie, dlatego jego nazwa ulegała zmianom.
Współcześnie pisownia nazwiska na terenie Polski obejmuje 8 przypadków:
Goncerzewicz, Gonczerzewicz, Goncarzewicz, Gącarzewicz, Gączarzewicz, Gąceżewicz, Goncerszewicz, Gącerzewicz.